# Torcol à gorge rousse
Jynx ruficollis
Espèce
Statut de conservation UICN

 LC  : Préoccupation mineure
Le Torcol à gorge rousse (Jynx ruficollis) est une espèce d'oiseaux de la famille des Picidae.

## Habitat et répartition

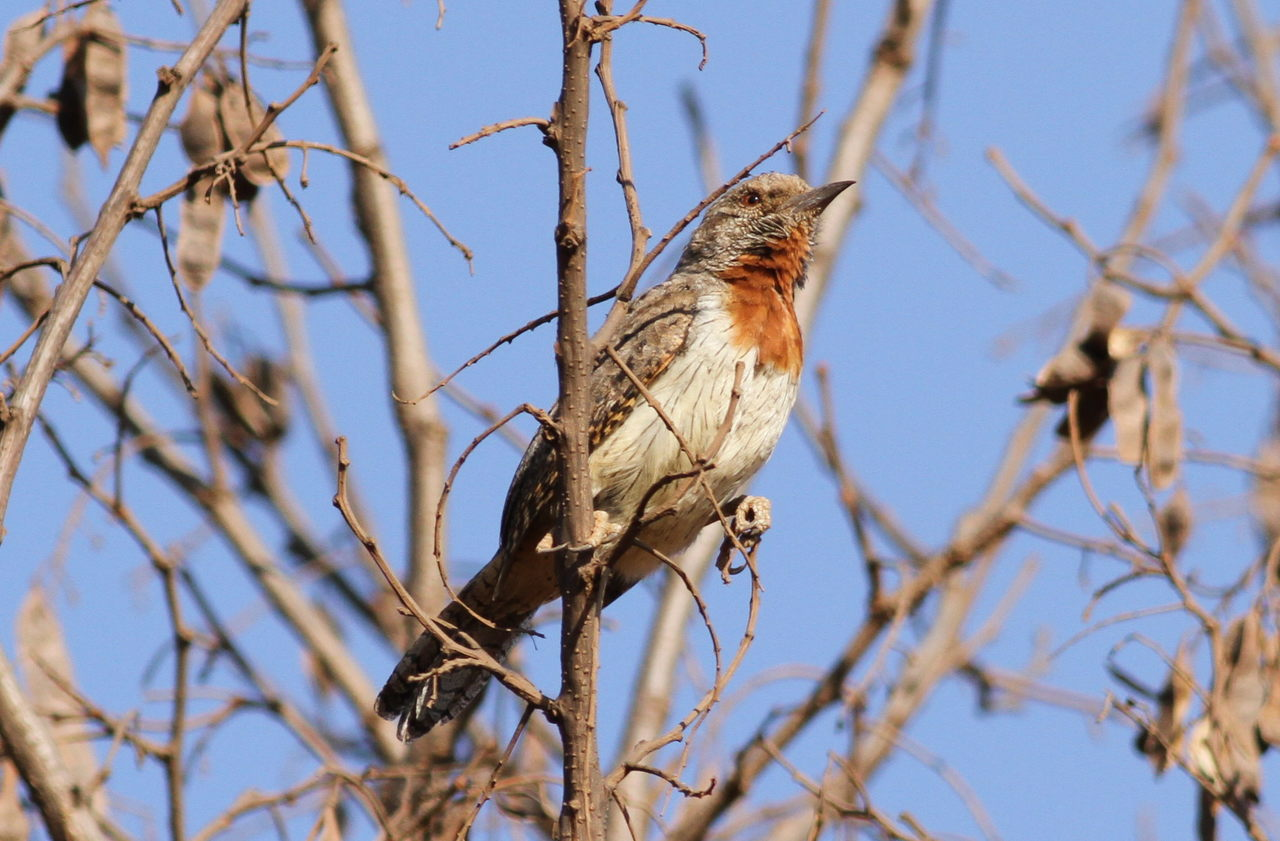

Son aire s'étend de manière disparate en Afrique subsaharienne.

## Mensurations
Il mesure 19 cm pour environ 50 g.

## Alimentation
Il se nourrit principalement de fourmis et de leurs larves.

## Sous-espèces
Cet oiseau est représenté par trois sous-espèces :
- Jynx ruficollis aequatorialis Ruppell, 1842 ;
- Jynx ruficollis pulchricollis Hartlaub, 1884 ;
- Jynx ruficollis ruficollis Wagler, 1830.